# Brian Cox (Physiker)

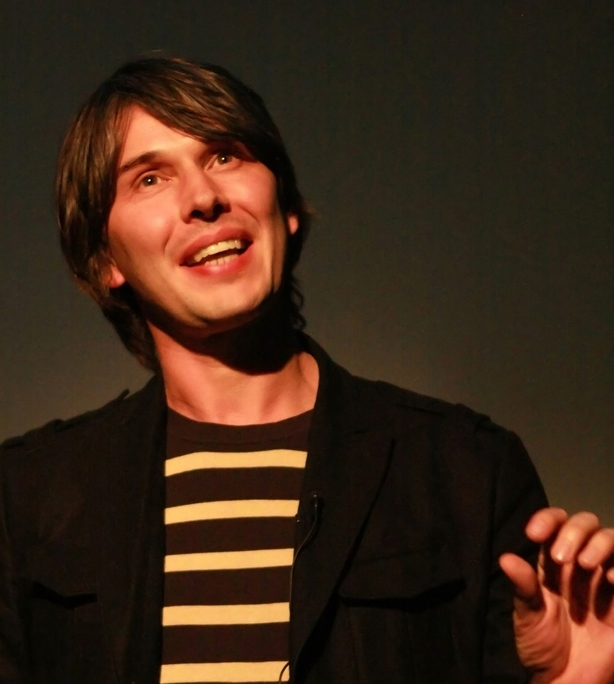
Brian Cox bei der Royal Institution, London, 26. November 2009

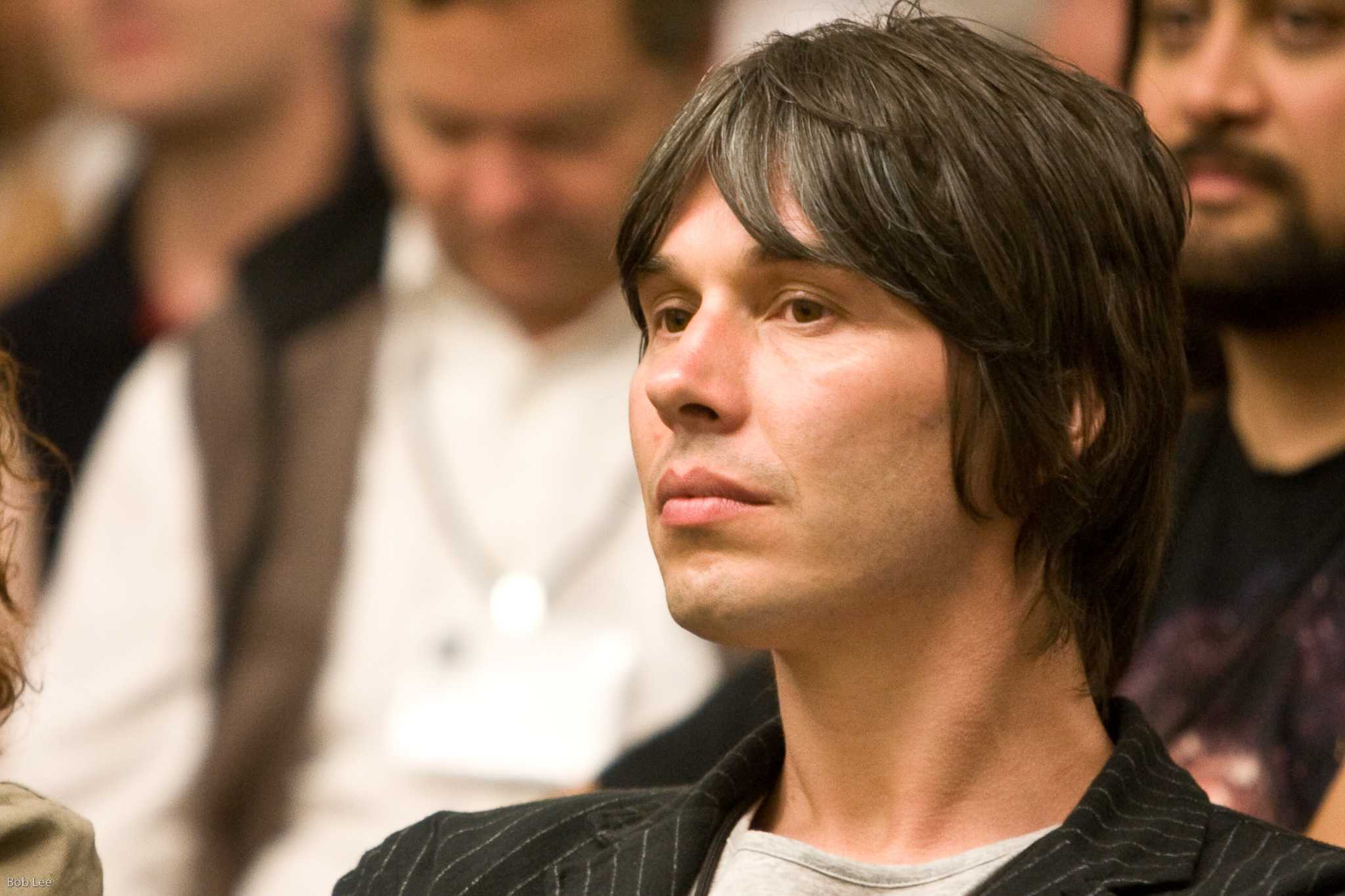
Brian Cox beim Science Foo Camp im Jahr 2008

Brian Edward Cox CBE FRS (* 3. März 1968 in Oldham, Lancashire, England) ist ein britischer Physiker. Er ist Professor an der Universität Manchester. Bekanntheit erlangte er aufgrund seiner Tätigkeit als Wissenschaftsjournalist und Moderator von Wissenschaftssendungen der BBC. In den späten 1980er und frühen 1990er Jahren spielte er Keyboard bei den britischen Bands Dare und D:Ream.

## Leben

### Studium und musikalische Laufbahn
Nachdem Cox die Hulme Grammar School in Oldham besucht hatte, studierte er Physik an der Universität Manchester. Während des Studiums trat er 1993 der Band D:Ream bei, die mehrere Hits in den britischen Charts hatte, darunter der Nummer-eins-Hit Things Can Only Get Better, der bei den britischen Unterhauswahlen 1997 zur Wahlhymne der Labour Party wurde. 1991 erhielt Cox seinen Bachelor-Abschluss mit Auszeichnung (first class honours) in Physik von der Universität Manchester.
1997 löste sich D:Ream auf.

### Akademische Laufbahn
1998 erwarb Cox an der Universität Manchester den Doktorgrad (PhD) in Hochenergiephysik. Seine Dissertation baut auf seiner Arbeit an dem H1-Experiment am Partikelbeschleuniger HERA an der DESY-Forschungseinrichtung in Hamburg auf.
Er ist Mitglied in der Teilchenphysik-Gruppe an der Universität Manchester und arbeitet am ATLAS-Experiment des Large Hadron Collider (LHC), CERN bei Genf, Schweiz. Er arbeitet auch an dem internationalen FP420-R&D-Projekt zur Weiterentwicklung des ATLAS- und CMS-Experiments. Dieses Projekt möchte kleinere Detektoren in einem Abstand von 420 Metern von den Interaktionspunkten des primären Experiments anbringen.

### Wissenschaftsjournalismus
Cox erlangte einen hohen Bekanntheitsgrad durch seine Beteiligung im Wissenschaftsprogramm des Radio- und Fernsehprogramms der BBC, einschließlich In Einstein's Shadow, der BBC-Reihe Horizon (2005–2009) und weiteren mehrteiligen Wissenschaftsprogrammen wie Wonders of the Solar System (2010), Forces of Nature (2016), The Planets (2019) und Universe sowie (in der auch ins Deutsche übersetzten Fassung) Abenteuer Kosmos (beide 2021).
Cox war außerdem wissenschaftlicher Berater beim Dreh des Science-Fiction-Films Sunshine tätig und hält regelmäßig Vorträge zum Thema Large Hadron Collider.

### Privatleben
Cox ist mit Gia Milinovich verheiratet und hat mit ihr einen gemeinsamen Sohn und einen Stiefsohn aus einer früheren Beziehung von Milinovich.

## Auszeichnungen
Cox erhielt mehrere Auszeichnungen für seine Bemühungen, Wissenschaft der breiten Öffentlichkeit zugänglich zu machen:
- 2002: Wahl zum International Fellow des Explorers Club
- 2006: Lord-Kelvin-Preis der British Association for the Advancement of Science
- 2006: Hauptredner des Australian Science Festival
- 2010: Officer of the Order of the British Empire (OBE) für seine Verdienste um die Wissenschaft[13]
- 2012: Michael-Faraday-Preis der Royal Society[14]
- 2015: Benennung des Asteroiden (15783) Briancox
- 2016: Wahl zum Mitglied der Royal Society (FRS)
- 2020: Commander of the Order of the British Empire (CBE)

## Schriften (Auswahl)
- Mit Andrew Cohen: Mensch und Universum – Unser Platz in Raum und Zeit. Kosmos, Stuttgart 2017, ISBN 978-3440156315.
- Mit Jeff Forshaw: Was wiegt das Universum? : eine Wissensreise vom Alltag zum Urknall. Kosmos, Stuttgart 2018, ISBN 978-3440158029.
- Mit Jeff Forshaw: Warum ist E = mc²? : Einsteins berühmte Formel verständlich erklärt. Kosmos, Stuttgart 2018, ISBN 978-3440157732.
- Mit Jeff Forshaw: Schwarze Löcher. Der Schlüssel zum Verständnis des Universums. Franckh-Kosmos Verlags-GmbH, Stuttgart 2024, ISBN 978-3-440-17882-9.